# Liste der denkmalgeschützten Objekte in Bürg-Vöstenhof
Die Liste der denkmalgeschützten Objekte in Bürg-Vöstenhof enthält das einzige denkmalgeschützte unbewegliche Objekt der Gemeinde Bürg-Vöstenhof.

## Denkmäler
| Foto |                 | Denkmal                                            | Standort                           | Beschreibung | Metadaten |
| ---- | --------------- | -------------------------------------------------- | ---------------------------------- | --- | --- |
| ja   | Datei hochladen | Schloss Vöstenhof HERIS-ID: 35220 Objekt-ID: 33877 | Vöstenhof 1 Standort KG: Vöstenhof | Die ursprünglich mittelalterliche Burg hat einen quadratischen Bergfried, der ostseitig an den Palas über rechteckigem Grundriss anschließt, im Süden befindet sich eine Kapelle aus Anfang des 13. Jahrhunderts. Urkundlich wurde sie 1249 erwähnt. 1597 wurde sie unter Graf Hieronymus Wurmbrand zu Stuppach zu einer regelmäßigen Vierflügelanlage ausgebaut. Um 1811 dem Verfall preisgegeben, wurde sie 1894 durch Julius Deininger restauriert, 1910/12 umfassend renoviert und teilweise stark verändert: der Bergfried wurde erhöht, Dächer und Fassaden wurden stark übergangen und zum Teil erneuert. | BDA-Hist.: Q1433634 Status: Bescheid Stand der BDA-Liste: 2025-06-30 Name: Schloss Vöstenhof GstNr.: 430 Schloss Vöstenhof |